# Autostrada RA1 (Włochy)
Autostrada RA1 (wł. Tangenziale di Bologna) – łącznik autostradowy w północnych Włoszech, w regionie Emilia-Romania.
Projekt autostrady pochodzi z 1964 roku, autostradę budowano 3 lata, inauguracja nastąpiła w 1967 roku. Trasa łączy Casalecchio di Reno z San Lazzaro di Savena. Arteria jest długa 22,2 km.
Autostradą zarządza spółka „Autostrade per l’Italia”.